# Oncideres miliaris
Oncideres miliaris är en skalbaggsart som först beskrevs av Voet 1778.  Oncideres miliaris ingår i släktet Oncideres och familjen långhorningar. Inga underarter finns listade i Catalogue of Life.